# 威妮弗雷德·格里芬
威妮弗雷德·格里芬（英語：Winifred Griffin，1932年11月17日—2018年12月11日），新西兰女子游泳运动员。她曾代表新西兰参加1950年和1954年大英帝国和英联邦运动会游泳比赛，其中1950年大英帝国运动会获得一枚银牌。